# La Calmette
La Calmette – miejscowość i gmina we Francji, w regionie Oksytania, w departamencie Gard.
Według danych na rok 1990 gminę zamieszkiwało 1318 osób, a gęstość zaludnienia wynosiła 119 osób/km² (wśród 1545 gmin Langwedocji-Roussillon La Calmette plasuje się na 278. miejscu pod względem liczby ludności, natomiast pod względem powierzchni na miejscu 696.).